# Erdélyi Csaba
Erdélyi Csaba (Budapest, 1946. május 15. – ) magyar brácsaművész.

## Életpályája
1965–1970 között a Liszt Ferenc Zeneművészeti Főiskola hallgatója volt, ahol Lukács Pál oktatta. 1974–1978 között a Philharmonia Zenekar első mélyhegedűse volt. 1980-ban a Lionel Tertis nemzetközi brácsaverseny alapító zsűritagja volt. 1980–1987 között a Guidhall Zeneiskola brácsaprofesszora volt. 1987–1991 között az Indianai Egyetem Zeneiskola tanára volt. 1991–1995 között a houstoni Rice Egyetem brácsa- és kamarazene professzora volt. 1998–2003 között az indianapolisi Butler Egyetem professzora volt. 2003–2008 között a Bowling Green Állami Egyetem professzora volt.

### Munkássága
1972-ben Londonban a Carl Flesch nemzetközi hegedűversenyen e versenyek történetében eddig egyedül nyerte el brácsával az I. díjat. Londonban Yehudi Menuhinnál és Bruno Giurannánál tanult. A Chilingirian-vonósnégyessel bejárta a világot. A pódiumon Yehudi Menuhin, Jessye Norman, Yo-Yo Ma, Yong Uck Kim, Schiff András és George Malcolm partnere volt. Az Amadeus című film brácsaszólistája volt. Szólóestekkel szerepelt brácsa-világkongresszusokon. Restaurálta Bartók Béla Brácsaversenyét kézirathűen. Átírta Mozart Sinfonia concertanté-ját vonós szextettre. Brahms-, Liszt-, Bartók-, de Falla és Bach-brácsaátíratok szerzője. 1997-ben megjelent Liszt and the Viola című CD-je. 1998-ban rekonstruálta Bach megírt, de elveszett Esz-dúr brácsaversenyének partitúráját.

## Családja
Szülei Erdélyi Keleti Gyula (1900–1951) díszletfestő és Nagy Valéria voltak. Felesége, Ju Ping Chi. Három fia született: Csongor, Levente és István. Testvére, Erdélyi Hajnal (1934–2014) volt.